# Phil Harvey (manager)
Ne doit pas être confondu avec Phil Harvey.
Philip Christopher Hammond Harvey, connu en tant que Phil Harvey, né le 29 août 1976 à Bristol (Gloucestershire), est un ancien manager anglais, devenu le directeur de la création et le « cinquième membre » du groupe Coldplay.
Il fréquente les bancs de Sherborne School de 1990 à 1995, avec Christopher Martin, puis, il étudie les humanités classiques au Trinity College de l’université d’Oxford